# سيزيريو (أين)
سيزيريو (بالفرنسية: Ceyzérieu)‏ هي بلدية فرنسية تقع في إقليم الأين في فرنسا. رمز إنسي لها هو:1073. أما الرمز البريدي لها فهو: 1350.